# Kriegersiedlung Damaschkeweg
Die Kriegersiedlung Damaschkeweg, vormals Heimstättensiedlung Damaschkeweg, ist eine sogenannte „Kriegersiedlung“ vom Ende der 1920er Jahre, entworfen von dem Architekten Max Czopka. Sie liegt in der Gemarkung Radebeul der sächsischen Stadt Radebeul, im Damaschkeweg 3–26. Sie ist benannt nach Adolf Damaschke, einem Bodenreformer und Initiator des Reichsheimstättengesetzes von 1920, nach dem die zahlreichen Heimstättensiedlungen entstanden. Die Siedlung ist eine „charakteristische Anlage des Kleinwohnungs- und Siedlungsbau[s] um 1930, sozialhistorisch und baugeschichtlich bedeutend“.

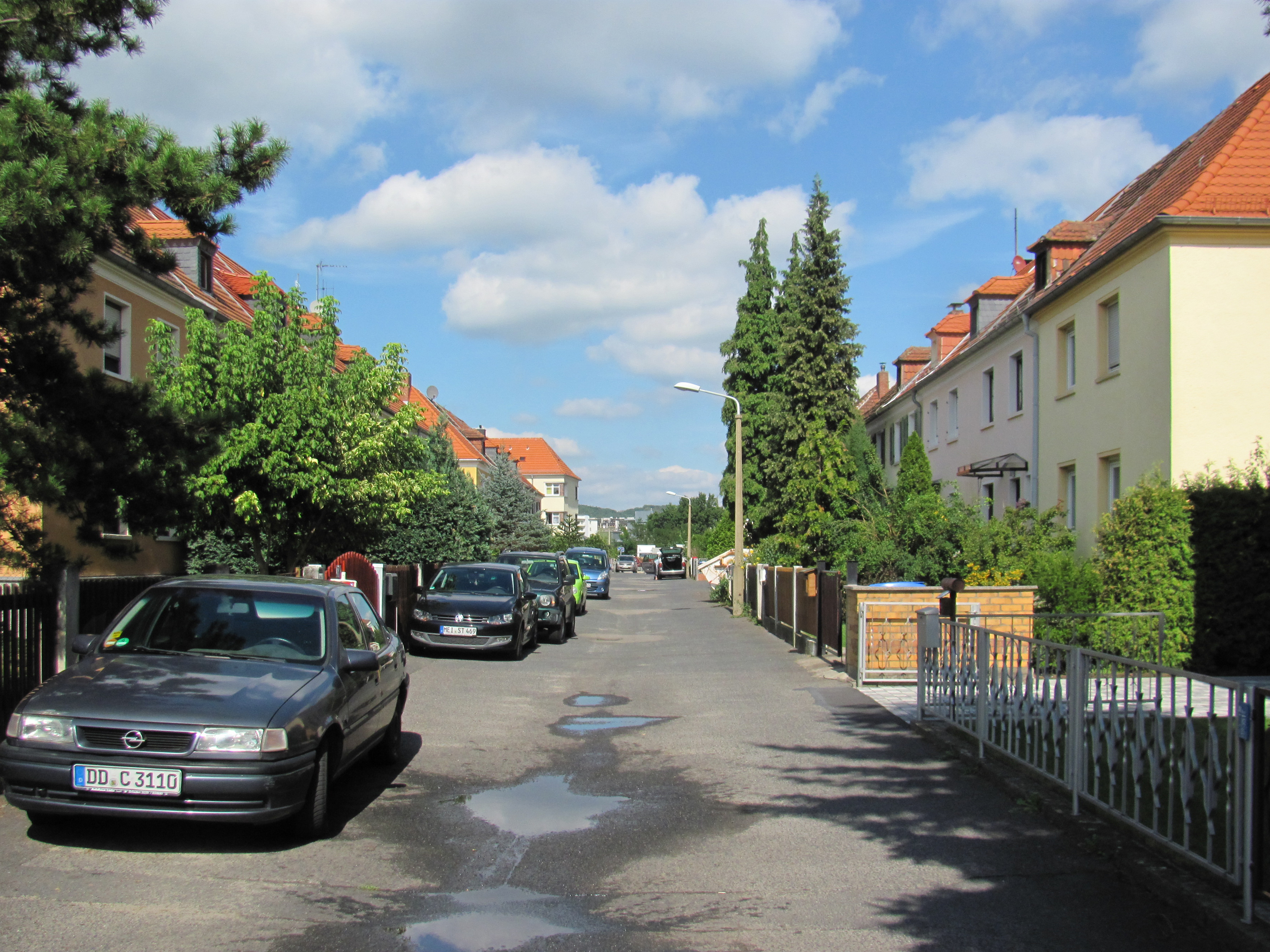
Damaschkeweg von der Nr. 26 (rechts) Richtung Norden

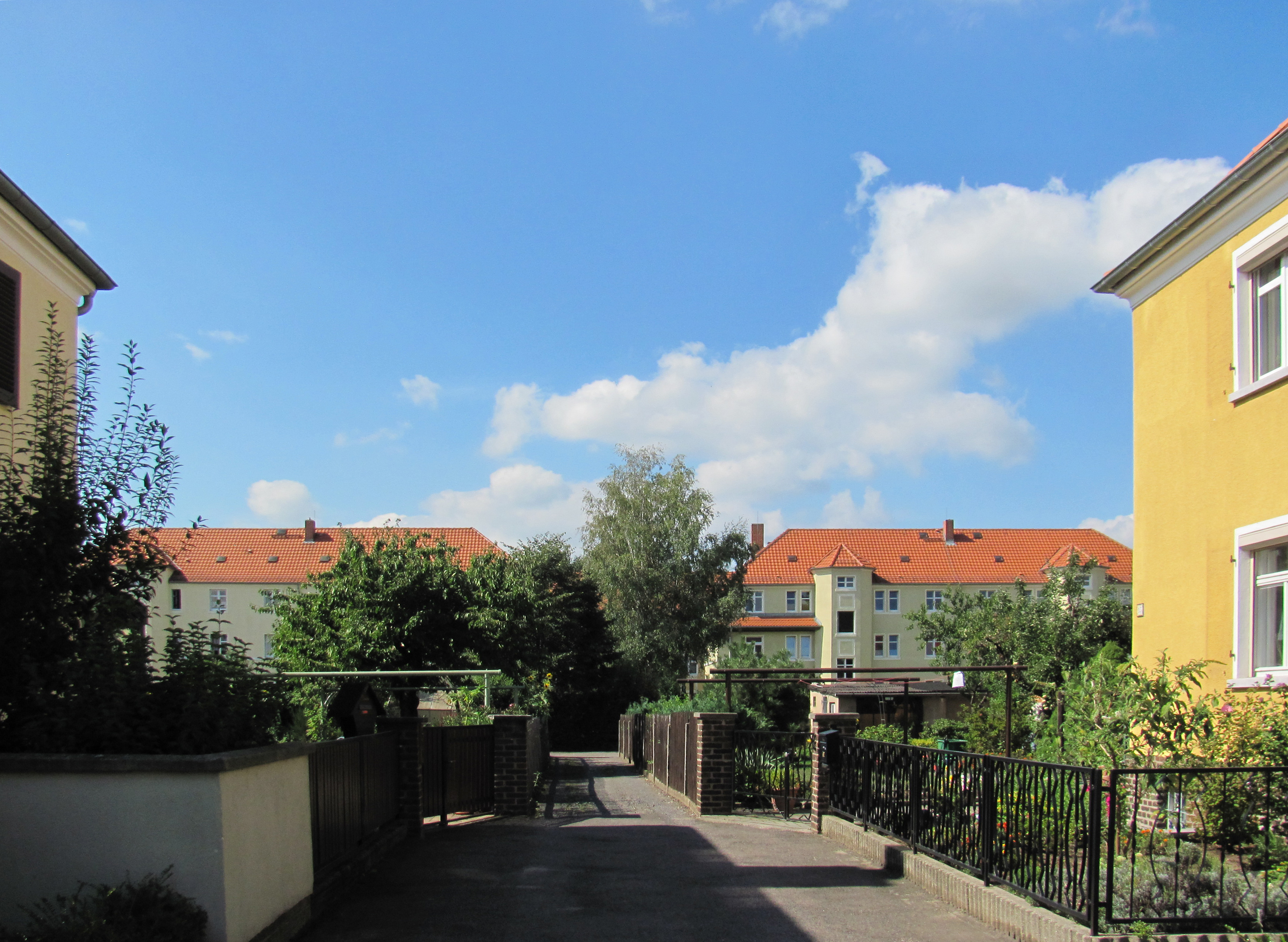
Damaschkeweg: Westlicher Weg zwischen Nrn. 13 (rechts) und 15 zu den Gärten, Blick zur Seestraße

Die als Sachgesamtheit unter Denkmalschutz stehenden Reihenhäuser haben die Adressen Damaschkeweg 3–13 und Damaschkeweg 15–25 auf der Westseite des Damaschkewegs sowie Damaschkeweg 4–14 und Damaschkeweg 16–26 auf der Ostseite. Jedes einzelne Reihenhaus, also jede der 24 Adressen, war bis 2012 als Einzeldenkmal in der damaligen Radebeuler Denkmalliste aufgeführt, in der aktuellen sächsischen Denkmaldatenbank werden alle Häuser gemeinsam als Bestandteile einer Sachgesamtheit geführt. Zur Sachgesamtheit gehören auch die Vorgärten, Einfriedungen, rückwärtigen Gärten sowie die dazugehörigen Platz- und Straßenflächen.
Der etwa von Norden nach Süden verlaufende, 165 Meter lange Damaschkeweg liegt im äußersten Südosten Radebeuls an der Grenze zu Dresden. Er ist die Erschließungsstraße der Siedlungshäuser, die im Norden an der Dresdner Straße beginnt und zur Straße An der Siedlung verläuft. Zwischen den vier langen Hausriegeln befindet sich ein leicht aufgeweiteter Kreuzungsbereich mit einem Nebenweg, der zur Rückseite der Gartengrundstücke führt.
Vor Kopf an der Dresdner Straße stehen beidseits quer lange Mehrfamilienhäuser, die zur Siedlung der Baugenossenschaft zu Radebeul gehören (Dresdner Straße 95/Damaschkeweg 1 sowie die denkmalgeschützte Dresdner Straße 97/99). Am Ende des Damaschkewegs stehen, entlang An der Siedlung gereiht, zwei Häuser vom Typ des Doppelhauses Damaschkeweg 28/30, diese haben die Adressen An der Siedlung 14/Damaschkeweg 27 und Damaschkeweg 32/An der Siedlung 16.
- Damaschkeweg 3–13 (Blick auf Nr. 13)
- Damaschkeweg 15–25 (Blick auf Nr. 15)
- Damaschkeweg 4–14 (Blick auf Nr. 14)
- Damaschkeweg 16–26 (Blick auf Nr. 16)

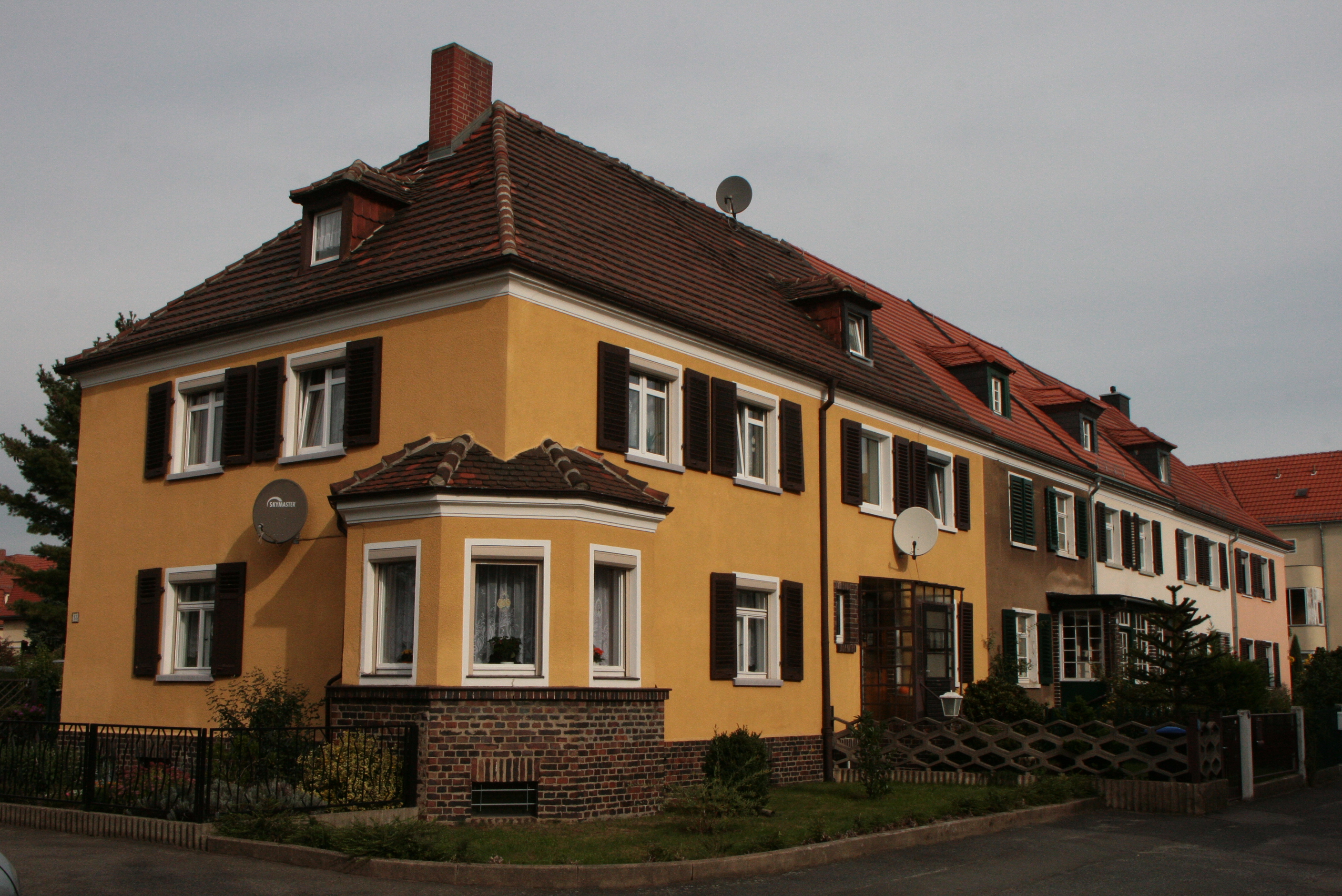
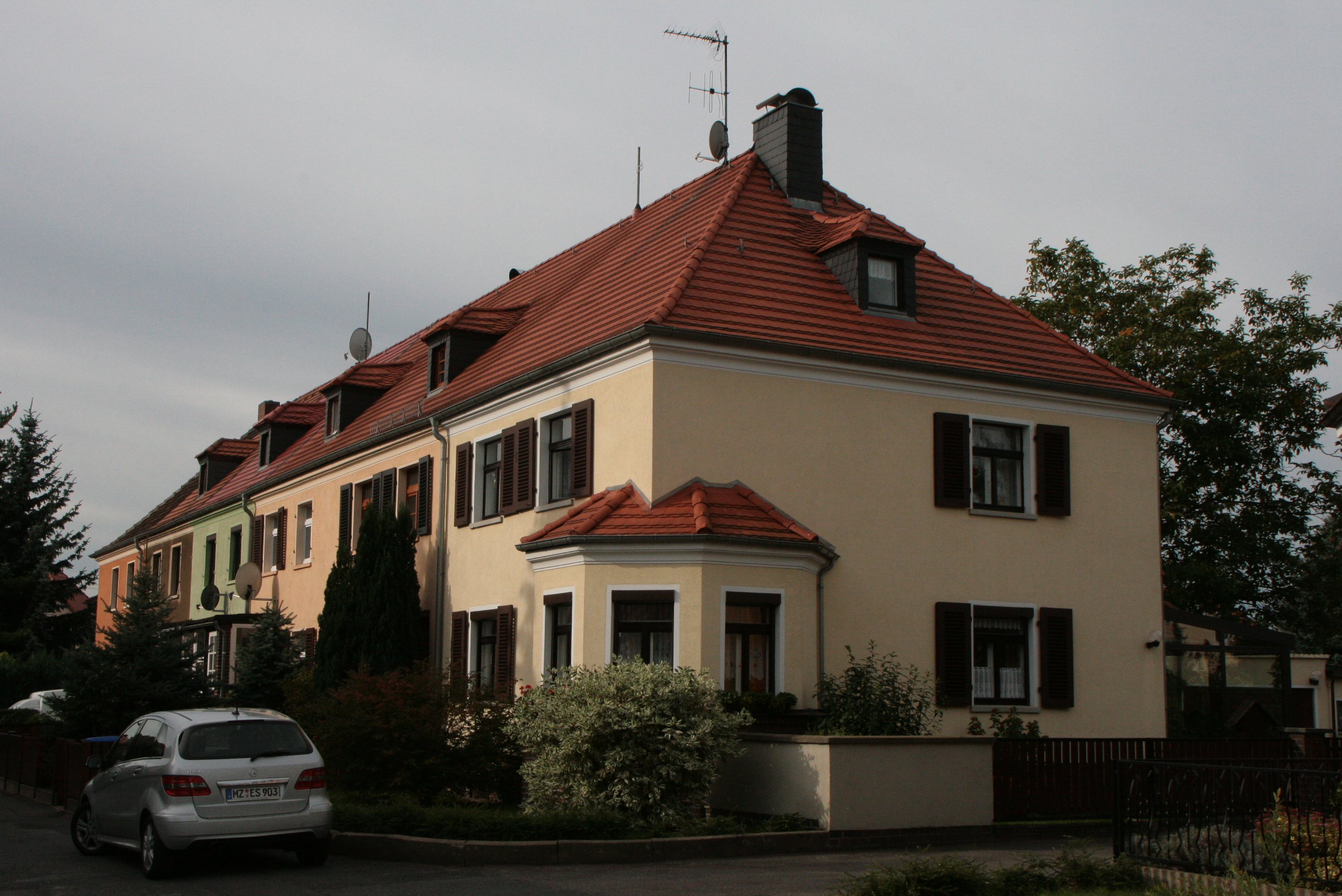
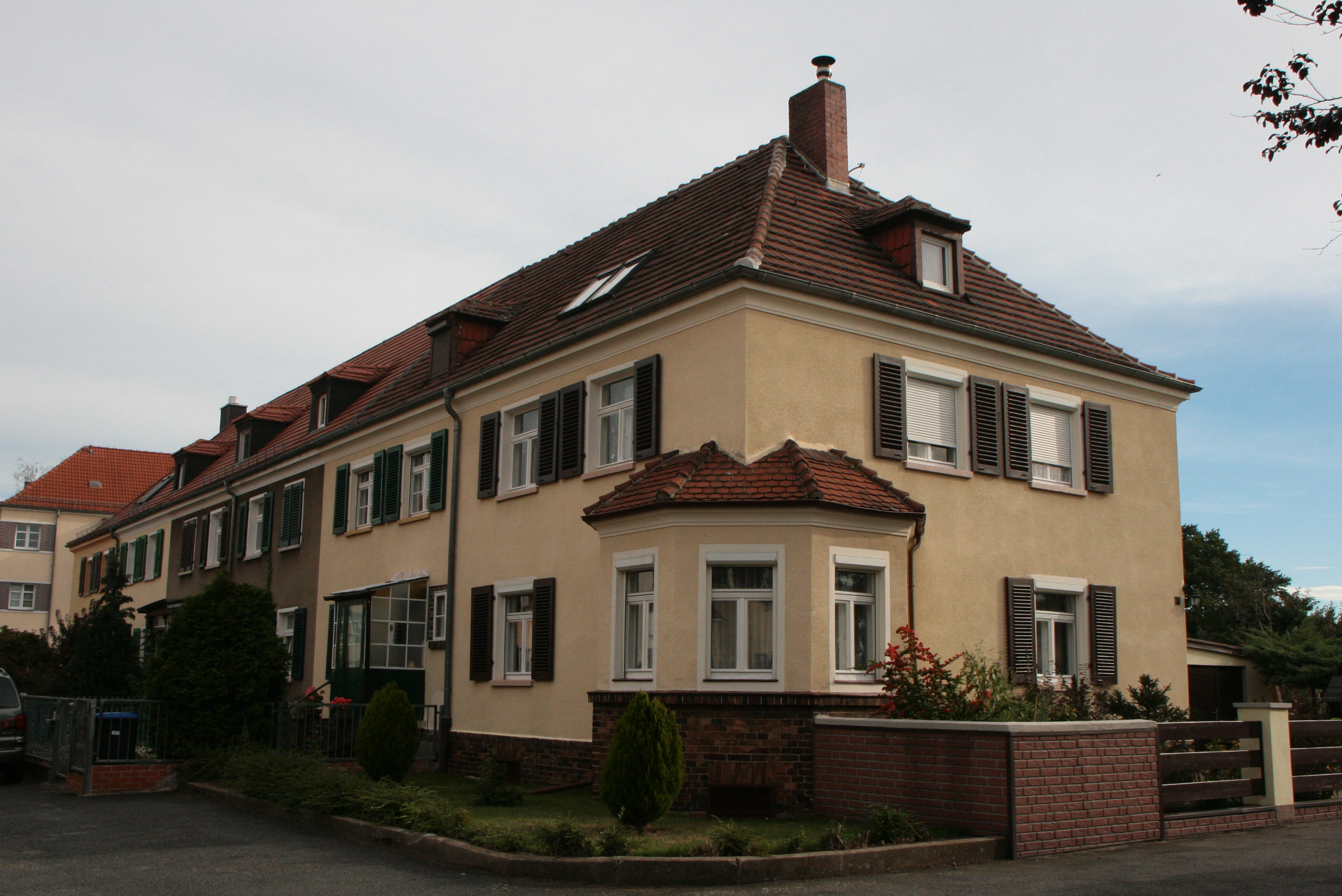
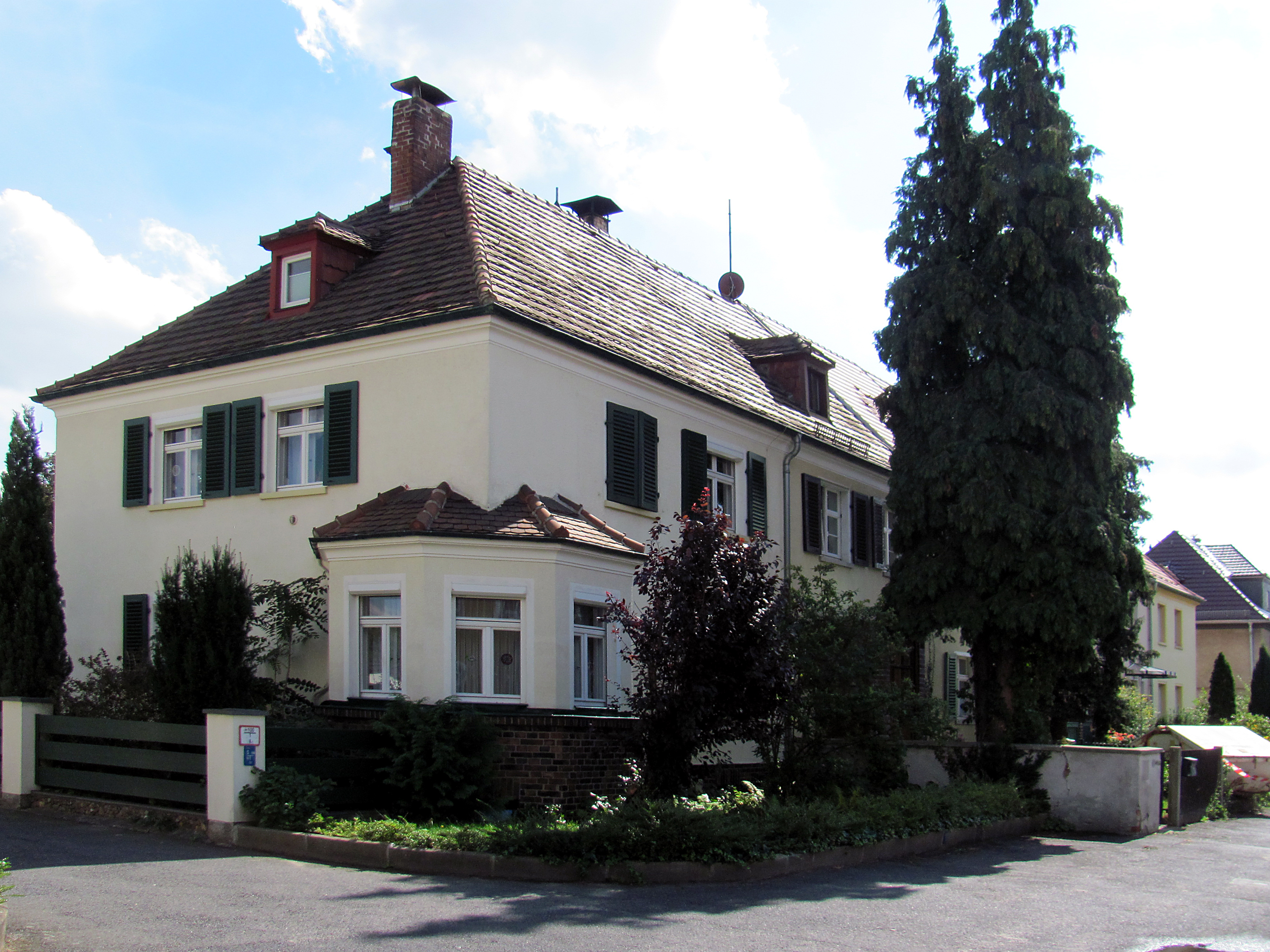

Das bis 2012 zur Siedlung gezählte Doppelhaus Damaschkeweg 28/30 ist aus dem damaligen Denkmalschutz herausgenommen und auch kein Bestandteil der Sachgesamtheit.

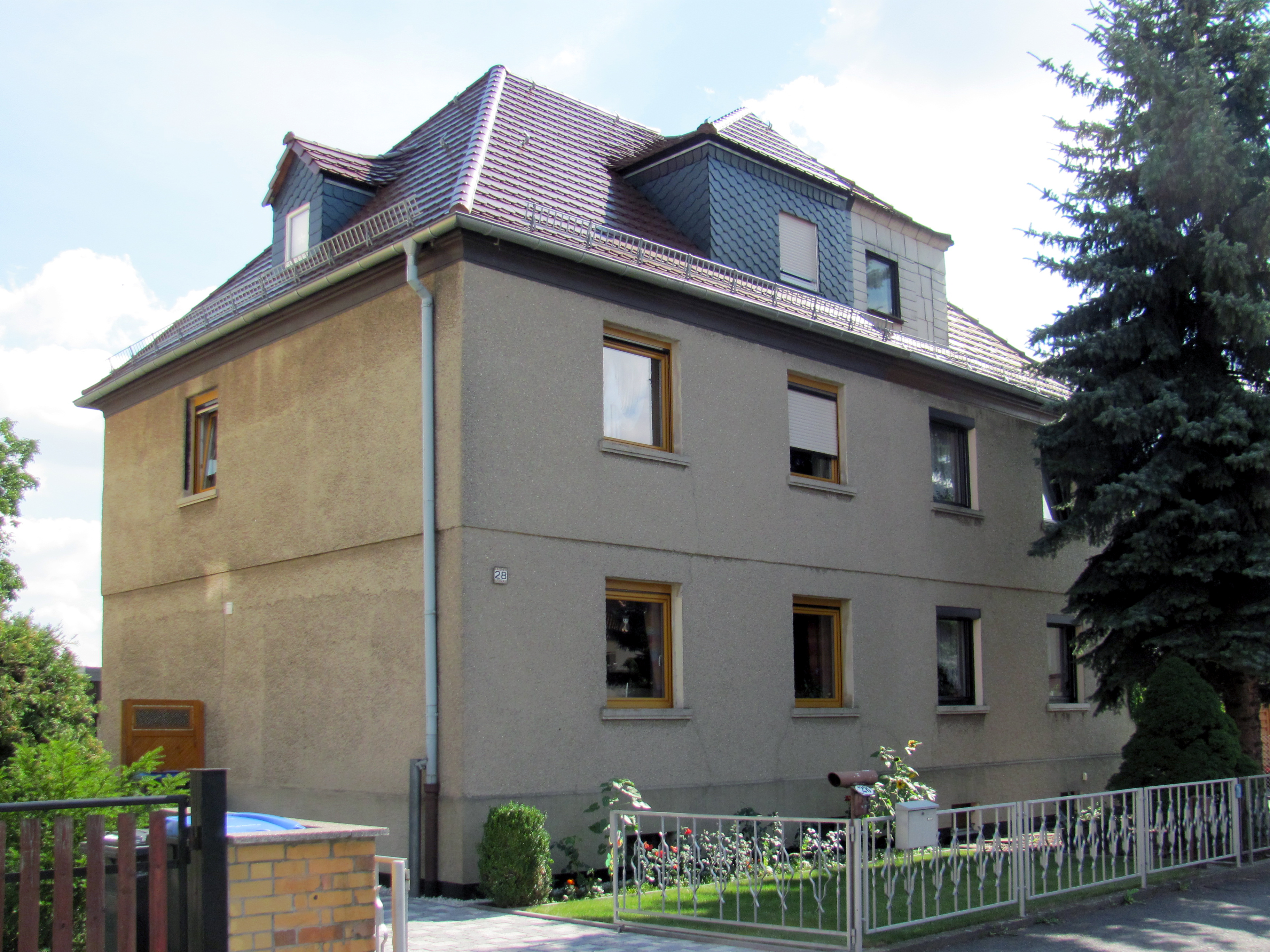

- Damaschkeweg 28/30 (Blick auf Nr. 28)